# Методий I Охридски
Вижте пояснителната страница за други личности с името Методий.
Методий е православен духовник, охридски архиепископ през 1708 година.

## Беография
Сведенията за архиепископ Методий са изключително оскъдни. Той е избран на охридската катедра на 28 май 1708 година, но на 11 юни същата година вече не е на този пост.